# Сюзън Хейуърд
Сюзън Хейуърд (на английски: Susan Hayward) е американска актриса, носителка на Оскар и Златен глобус. 

## Биография
Родена е на 30 юни 1917 г. в Бруклин, Ню Йорк, с името Едит Маринър. Заминава за Холивуд през 1937 г. с идея да спечели ролята на Скарлет О'Хара в „Отнесени от вихъра“. Снимала се е със звезди като Джон Уейн, Кларк Гейбъл и Гари Купър. По време на кариерата си получава 5 номинации за Оскар. Има два брака и две деца. Вторият ѝ съпруг умира през 1966 г. и тя се оттегля във Флорида за известно време. Умира от рак през 1975 г.

## Избрана филмография
| Година | Филм                      | Оригинално заглавие      | Роля            | Режисьор      |
| ------ | ------------------------- | ------------------------ | --------------- | ------------- |
| 1942   | Ожених се за вещица       | I Married a Witch        | Естел Мастерсън | Рене Клер     |
| 1952   | Снеговете на Килиманджаро | The Snows of Kilimanjaro | Хелън           | Хенри Кинг    |
| 1952   | С песен в сърцето ми      | With a Song in My Heart  | Джейн Фроман    | Уолтър Ланг   |
| 1954   | Градината на злото        | Garden of Evil           | Лия             | Хенри Хатауей |
| 1955   | Ще плача утре             | I'll Cry Tomorrow        | Лилиан Рот      | Даниел Ман    |
| 1958   | Искам да живея!           | I Want to Live!          | Барбара Греъм   | Робърт Уайз   |